# マーク・タカノ
マーク・アラン・タカノ（英語: Mark Allan Takano、1960年12月10日 - ）は、アメリカ合衆国の政治家。下院議員（カリフォルニア41区選出）。民主党所属。1990年よりリバーサイド・シティ・カレッジ理事を務める。アジア系の連邦議会議員の中で最初にゲイであることを公にした人物である。

## 経歴
カリフォルニア州リバーサイド出身。タカノは、日本からのアメリカ合衆国移民の子孫である「サンセイ」であり、親族は第二次世界大戦中にカリフォルニアの日系人強制収容所に収容されていた。アルボード合同学区のラシエラ高校を首席で卒業。高校時代、ディベートや若者の交流を目的に学生が運営する全米規模の組織Junior State of Americaに参加し、南カリフォルニア州副知事に選出される。1983年、ハーバード大学卒（政治学士）。 その後、2010年にカリフォルニア大学リバーサイド校舞台芸術専攻で文芸を学び、教養修士号を取得している。
公立学校で23年間、イギリス文学の教鞭をとる。学生時代は共和党に所属していたが、リバーサイド・シティ・カレッジ理事に選出された1990年に民主党に党籍を変更している。
2012年に新設されたカリフォルニア41区から下院選に出馬し、58%の得票を得て初当選を果たした。ゲイであることを公表しているアジア系アメリカ人として初めての連邦議会議員の選出となった。
ジョー・バイデン政権について、副大統領以外で、主要閣僚にアジア系がいない20年ぶりの政権になる見込みであり、これについてマーク・タカノは「深く失望している」と述べた。
2021年11月25日(日本時間)、超党派のアメリカ議員団の一員として、台湾を訪問した。2021年11月26日(日本時間)、蔡英文総統と会談を行った。

## 脚註
1. ↑  Furutani, Warren. "Welcoming a New Generation of Nikkei Leaders," Rafu Shimpo (Los Angeles). November 23, 2012; retrieved December 2, 2012.
2. 1 2  Johnson, Chris (2011年12月22日). “Takano on path to make history in Calif. race”.   Washington Blade. 2012年10月3日閲覧。
3. ↑  “Meet Mark | Mark Takano: Teacher for Congress”.   Mark Takano. 2013年9月6日閲覧。
4. ↑  “Notable Alumni of the Junior State of America”.   Junior State of America. 2015年12月28日閲覧。
5. 1 2  “Harvard Grad Turns Democrat to Win Votes”. The Harvard Crimson. (1992年10月21日) 2012年10月4日閲覧。
6. ↑  “CA - District 41 Race - Nov 06, 2012”.   Our Campaigns. 2013年9月6日閲覧。
7. ↑  Goad, Ben (2012年11月6日). “Congress District 41: Takano has double-digit lead over Tavaglione in nationally watched race”. The Press-Enterprise.  オリジナルの2012年11月10日時点におけるアーカイブ。 2012年11月7日閲覧。
8. ↑  “LGBTQ候補者が起こした「レインボーウェーブ」 アメリカ各地で歴史的な当選”. DYP東海通信社 (2020年11月10日). 2020年12月23日閲覧。
9. ↑  “Rep. Takano ‘profoundly disappointed’ with Asian and Pacific representation in Biden Cabinet”. pbs. (2021年1月11日) 2021年1月18日閲覧。
10. 1 2   (日本語) アメリカ議員団 台湾の蔡英文総統と会談 2021年11月26日閲覧。